# 胡明乾
胡明乾（1964年—），湖北随州随县人，中华人民共和国政治人物、全国脱贫攻坚先进个人。

## 生平
2017年3月，胡明乾担任随县政府扶贫开发办公室党组书记、主任。3月13日，胡明乾在下乡途中遭遇车祸。在任期间制定了产业扶贫发展规划，推进香菇种植、中药材。2020年8月17日，他主持部署随县精准扶贫干部培训及迎省检动员会。在其领导下，随县52个贫困村出列，7.5万贫困人口脱贫。
2021年2月25日全国脱贫攻坚总结表彰大会上，胡明乾被授予“全国脱贫攻坚先进个人”。